# Barrie-Sud—Innisfil
Pour les articles homonymes, voir Barrie (homonymie).
Circonscription électorale fédérale du Canada
Barrie-Sud—Innisfil ((en) Barrie South—Innisfil) (anciennement Barrie—Innisfil) est une circonscription électorale fédérale en Ontario.

## Circonscription fédérale
La circonscription consiste en une partie de la ville de Barrie et la ville d'Innisfil dans la comté de Simcoe.
Les circonscriptions limitrophes sont Simcoe—Grey, Barrie—Springwater—Oro-Medonte et York—Simcoe.  
À la suite du découpage de la carte électorale de 2022, la circonscription a été renommée Barrie-Sud–Innisfil.  

### Historique
| Législature                                                               | Années        | Député | Député        | Parti        |
| ------------------------------------------------------------------------- | ------------- | ------ | ------------- | ------------ |
| Barrie–Innisfil issue d'une partie de Barrie et de York—Simcoe avant 2015 |               |        |               |              |
| 42e                                                                       | 2015–2019     |        | John Brassard | Conservateur |
| 43e                                                                       | 2019–2021     |        | John Brassard | Conservateur |
| 44e                                                                       | 2021–2025     |        | John Brassard | Conservateur |
| Barrie-Sud–Innisfil                                                       |               |        |               |              |
| 45e                                                                       | 2025–en cours |        | John Brassard | Conservateur |

## Circonscription provinciale
Depuis les élections provinciales ontariennes du 4 octobre 2007, l'ensemble des circonscriptions provinciales et des circonscriptions fédérales sont identiques.
1. ↑  Élections Canada, « Résultats Élection fédérale canadienne de 2025 », sur enr.elections.ca (consulté le 30 avril 2025).
2. ↑  Élections Canada, « Résultats Élection fédérale canadienne de 2021 », sur enr.elections.ca (consulté le 19 février 2022).
3. ↑  Élections Canada, « Résultats Élection fédérale canadienne de 2019 », sur enr.elections.ca (consulté le 31 octobre 2019).
4. ↑  Élections Canada, « Résultats Élection fédérale canadienne de 2015 », sur elections.ca (consulté le 19 mars 2022)